# Armin Zeißler
Karl Armin Zeißler (* 14. März 1922 in Limmritz, heutiger Ortsteil von Döbeln in Sachsen; † 6. Juni 2014 in Berlin) war ein deutscher Literaturwissenschaftler, Redakteur und Autor. Er war 25 Jahre lang stellvertretender Chefredakteur von Sinn und Form.

## Leben
Armin Zeißler wuchs als Sohn eines Reichsbahnangestellten in Limmritz (Sachsen) auf, legte 1941 das Abitur ab und wurde dann zum Reichsarbeitsdienst verpflichtet. 1942 folgte der Eintritt in die Wehrmacht. Da er Medizin studieren wollte, war er in Russland als Sanitätsobergefreiter eingesetzt. Dort geriet er 1944 in Kriegsgefangenschaft und lernte den später bekannten Schriftsteller Franz Fühmann kennen. In dieser Zeit besuchte er einen Lehrgang an der Zentralen Antifa-Schule in Noginsk. 1947 kehrte er nach Ostdeutschland zurück und trat in die SED ein. Zunächst lebte er in Grimma, später in Freital bei Dresden und, nachdem er eine Anstellung im Deutschen Hygiene-Museum gefunden hatte, von 1948 bis 1950 in Dresden. Er wechselte im Jahr 1950 nach Berlin, arbeitete bis 1952 beim Amt für Information bei der Regierung der DDR und danach in der Abteilung Kultur beim Zentralkomitee der SED, wo er bis 1958 blieb.
Von 1951 bis 1954 absolvierte Zeißler ein Fernstudium an der Akademie für Staats- und Rechtswissenschaft in Potsdam, das er im September 1955 mit dem Staatsexamen abschloss. Nach einer fünfjährigen Aspirantur am Institut für Gesellschaftswissenschaften beim Zentralkomitee der SED wurde er 1963 zum Dr. phil. promoviert. Im selben Jahr begann seine langjährige Tätigkeit als Redakteur bei der Literaturzeitschrift Sinn und Form an der Akademie der Künste der DDR. Bereits im Jahr 1964 wurde er zum Stellvertretenden Chefredakteur benannt. Diese Stellung bekleidete er bis zum Ende des Jahres 1987. Im Verlauf seiner Dienstzeit arbeitete er unter den Chefredakteuren Bodo Uhse, Wilhelm Girnus, Max Walter Schulz und Sebastian Kleinschmidt und stellte in Übergangszeiten in alleiniger Verantwortung die Inhalte zusammen.
Ab 1988 lebte Zeißler im Ruhestand und widmete sich eigenen und nun vor allem längeren Texten, als es ihm zuvor möglich gewesen war. Am 17. Mai 1989 erhielt er in Würdigung seiner redaktionellen Tätigkeit den F.-C.-Weiskopf-Preis. 1996 wurde bekannt, dass er in den Jahren 1984 bis 1988 als Inoffizieller Mitarbeiter (IMS) unter dem Decknamen „Zeisig“ für den Staatssicherheitsdienst gearbeitet hatte.
Am 6. Juni 2014 verstarb Armin Zeißler in Berlin.

## Werke

### Prosa
- Eulenschreie. Zwischen Abfahrt und Ankunft. Erzählung. 1. Auflage. Selbstverlag, 2002, ISBN 3-00-008824-5.
- Eulenschreie. Zwischen Abfahrt und Ankunft. Erzählung. 2. Auflage. NORA Verlagsgemeinschaft Dyck & Westerheide, Berlin 2005, ISBN 3-86557-018-6.
- Wolfs anderes Leben. NORA Verlagsgemeinschaft Dyck & Westerheide, Berlin 2007, ISBN 978-3-86557-108-3.

### Lyrik
- An eine Wolke. In: Gedicht und Gesellschaft. Jahrbuch für das neue Gedicht. (= Frankfurter Bibliothek). Herausgegeben von Klaus F. Schmidt-Mâcon und Julius Graf von Hirschsprung. Mit einem Vorwort von Marion Capell. Bearbeitet von Valérie Bignon und Katarzyna Imiolczyk. Brentano Gesellschaft, Frankfurt am Main 2006, ISBN 3-933800-19-6, S. 638.
- Herbstweise. Gedichte 1938–2009. NORA Verlagsgemeinschaft Dyck & Westerheide, Berlin 2009, ISBN 978-3-86557-189-2.

### Essays, Nachworte und Rezensionen (Auswahl)
- Der Mensch von morgen in der Literatur. In: Neue Deutsche Literatur. Monatsschrift für Schöne Literatur und Kritik. Heft 2 (Februar) 1962, S. 169–172.
- Lyrik der Veränderung. [Sammelrezension.] In: Neue Deutsche Literatur. Heft 1 (Januar) 1968, S. 170–173.
- Gespräch mit Herbert Nachbar über Alfred Wellm. In: Sinn und Form. Heft 4 (Juli/August) 1969, S. 938–942. Auch in: Günter Caspar, Sigrid Töpelmann, Margit Stragies (Hrsg.): Zu Nachbar. Ein Almanach. 1. Auflage. Aufbau-Verlag, Berlin/Weimar 1982, S. 175–182.
- Gespräch mit Robert Roshdéstwenski. In: Sinn und Form. Heft 5 (September/Oktober) 1969, S. 1138–1141.
- Nachwort. In: Günter Kunert: Notizen in Kreide. Gedichte. (= Reclams Universal-Bibliothek. Band 369). 1. Auflage. Verlag Philipp Reclam jun., Leipzig 1970, S. 116–124. (Erweitert in: 2. Auflage, 1975, S. 143–158)
- Notizen über Günter Kunert. In: Sinn und Form. Heft 3 (Mai/Juni) 1970, S. 787–793. Auch in: Weggenossen. Fünfzehn Schriftsteller der DDR. Institut für Gesellschaftswissenschaften beim Zentralkomitee der SED (Hrsg.). (= Reclams Universal-Bibliothek. Band 627. Sprache und Literatur.) Verlag Philipp Reclam jun., Leipzig, 1975.
- Gottfried Herolds Entdeckungen. Gottfried Herold: „Entdeckungen eines Naiven“, Verlag Neues Leben, Berlin. In: Neue Deutsche Literatur. Deutscher Schriftstellerverband (Hrsg.). Heft 10 (Oktober) 1970, S. 176–177.
- Wege neuer Lyrik. In: Neue Deutsche Literatur. Heft 6 (Juni) 1973, S. 134–138.
- Von der Notwendigkeit erregender Gedanken. Bernd Jentzsch: „Jungfer im Grünen und andere Geschichten“, Hinstorff Verlag, Rostock. In: Neue Deutsche Literatur. Heft 10 (Oktober) 1976, S. 124–125.
- Nachwort. In: Jürgen Rennert: Märkische Depeschen. Gedichte. 1. Auflage. Union Verlag, Berlin 1976, S. 113–123.
- Gespräch zum 50. Jahrestag des Bundes proletarisch-revolutionärer Schriftsteller Deutschlands. In: Sinn und Form. Heft 5 (September/Oktober) 1978, S. 910–939.
- Günther Deicke. In: Literatur der Deutschen Demokratischen Republik. Einzeldarstellungen von einem Autorenkollektiv unter Leitung von Hans Jürgen Geerdts und Mitarbeit von Heinz Neugebauer. Band 2. Verlag Volk und Welt, Berlin 1979, S. 90–103.
- Journal „Sinn und Form“ (GDR). In: Nas sovremennik. Heft 11, ISSN 0027-8238, 1979, S. [132].
- Im Zwiegespräch. Eva Strittmatter: „Zwiegespräch“, Aufbau-Verlag Berlin und Weimar. In: Neue Deutsche Literatur. Heft 1 (Januar) 1981, S. 137–141.
- Gespräch mit Wieland Förster. In: Sinn und Form. Heft 4 (Juli/August) 1982, S. 724–750. (Auch in: Wieland Förster: Einblicke. Aufzeichnungen und Gespräche. 1. Auflage. Union Verlag Berlin, Berlin 1985, S. 155–179)
- Anwesenheit. Wolfgang Hilbig: „stimme, stimme“, Verlag Philipp Reclam jun., Leipzig. In: Neue Deutsche Literatur. Heft 3 (März) 1984, S. 151–154.
- Die Kunst und die Lebenskunst. Aus meinen Aufzeichnungen. In: Sinn und Form. Heft 6 (November/Dezember) 1987, S. 1205–1211.
- Arbeit mit Girnus. In: Sinn und Form. Beiträge zur Literatur. Heft 2 (März/April) 1989, S. 406–413.
- Meine Weggefährten. Ein Vierteljahrhundert bei „Sinn und Form“. NORA Verlagsgemeinschaft Dyck & Westerheide, Berlin 2004, ISBN 3-936735-81-6.

### Herausgaben
- mit Hans-Jürgen Geisthardt: Im Spiegel dein Gesicht. Vierzehn Nachfragen. Hinstorff Verlag, Rostock 1971.
- Uwe Berger: Feuerstein. Gedichte. Auswahl und Nachwort von Armin Zeißler. (= Reclams Universal-Bibliothek. Band 564). 1. Auflage. Verlag Philipp Reclam jun., Leipzig 1974.
- Martha Weber: Am Weißdornhag. Gedichte. Ausgewählt und zusammengestellt von Armin Zeißler. 1. Auflage. Verlag Tribüne, Berlin 1977.

### Rundfunkarbeiten
- 1970: Rezension zu: Volker Braun: Wir und nicht sie. Gedichte. Rundfunk der DDR.
- 1971: Wieland Herzfelde zum 75. Geburtstag. Porträt. Rundfunk der DDR.
- 1971: Rezension zu: Manfred Jendryschik: Die Fackel und der Bart. Geschichten. Rundfunk der DDR.
- 1971: Literaturwissenschaftliche Betrachtung zu: Erich Weinert: Gedichte. Band 1 und 2. Rundfunk der DDR.

### Sonstiges
- 1963: Die Perspektivgestaltung in der Lyrik der Deutschen Demokratischen Republik 1958 bis zur Gegenwart. (Dissertation.)
- 1971: Vier Fragen an Armin Zeißler. In: Trajekt. Heft 3, S. 9–11. (Befragung zu bevorstehender Veröffentlichung.)
- 1989: Als zweiter Mann in „Sinn und Form“. (Unveröffentlichtes Manuskript.)

## Auszeichnungen
- 1961, 1963: Medaille für ausgezeichnete Leistungen
- 1964: Verdienstmedaille der DDR
- 1970, 1981, 1983: Aktivist der sozialistischen Arbeit
- 1970: Abzeichen „20 Jahre Ministerium für Staatssicherheit der DDR“
- 1973: Vaterländischer Verdienstorden in Bronze
- 1980: Orden Banner der Arbeit, Stufe I
- 1987: Vaterländischer Verdienstorden in Silber
- 1989: F.-C.-Weiskopf-Preis